# Lasse Andersson (låtskrivare född 1963)
För andra betydelser, se Lars Andersson.
Lars "Lasse" Göran Andersson, även kallad Lasse "Saltarö" Andersson, född 4 januari 1963 i Köping, Västmanlands län, är en svensk musiker, låtskrivare och musikproducent.

## Låtar
- Håll mitt hjärta, skriven 1997 tillsammans med Peter Hallström under namnet ”Same Old Story”, som fick titeln ”Håll mitt hjärta” på svenska. Låten framfördes av Björn Skifs och låg 142 veckor på Svensktoppen.[2][3]
- Jag tror på människan, skriven tillsammans med Tommy Nilsson och Johan Stentorp, powerballad framförd av Tommy Nilsson i svenska Melodifestivalen 2007 (10:a i finalen).[4]
- Natten tänder ljus på himlen, skriven tillsammans med Cecilia von Melen, julsång framförd av bland andra Carina Jaarnek & Alfstarz[5], Jan Malmsjö[6] och Christer Sjögren.[4]
- Piccadilly Circus, poplåt framförd av Pernilla Wahlgren i svenska Melodifestivalen 1985 (4:a).[7]
- I en ding ding värld, framförd av Annica Burman i Melodifestivalen 1988 (6:a)
- Jorden är din, framförd av honom själv och frun Maggan Anderson i Melodifestivalen 1989 som kom på tionde plats med 19 poäng (sist)

### Fotnoter
1. ↑  Sveriges befolkning 1990, CD-ROM, Version 1.00, Riksarkivet (2011).
2. ↑  Håll mitt hjärta på Svensk mediedatabas
3. ↑  I Remember Love Sveriges Radio P4 Stockholm.
4. 1 2  Information i Svensk mediedatabas.
5. ↑  Information i Svensk mediedatabas.
6. ↑  Information i Svensk mediedatabas.
7. ↑  Information i Svensk mediedatabas.